# أحمد بن الحسين بن قسي
أبو القاسم أحمد بن الحسين بن قَسِيّ (المتوفي في سنة 546 هـ في شلب) متصوف أندلسي، قاد ثورة المريدين، وأسس دولة في غرب الأندلس قاعدتها ميرتلة في وقت انحدار دولة المرابطين، ثم انقلب عليه بعض أتباعه وخلعوه، فلحق بالموحدين في المغرب الذين أعادوه واليًا على شلب، ثم خلعه أهل شلب لما بلغهم اتصاله بألفونسو هنريكي كونت البرتغال، ثم قتلوه. تميّز ابن قسي في الفلسفة وعلم الكلام، وكان يتبع مدرسة ابن مسرة الفلسفية، وهو صاحب كتاب «خلع النعلين في الوصول إلى حضرة الجمعين»، الذي شرحه محيي الدين بن عربي أكثر النقل عنه في كتابه «الفتوحات المكية».

## مسيرته

عملة من فئة نصف قيراط، أصدرها ابن قسي في ميرتلة

نشأ أحمد بن الحسين بن قسي في أحواز شلب لأسرة من المولدين، وكان في يشغل في بداية حياته في بعض الوظائف الحكومية للمرابطين في شلب. ثم أقبل على التصوف، وتزهّد وباع أملاكه، وتصدق بثمنها، ثم رحل إلى المرية ليدرس على يد ابن العريف، ثم عاد إلى شلب، وأقبل على قراءة كتب أبي حامد الغزالي، ثم ادعى أنه المهدي وقدرته على الخوارق، وتسمّى بـ «الإمام». نهج ابن قسي منهج ابن مسرة الفلسفي في تصوّفه، ومع الوقت ذاع صيته في شلب وميرتلة ولبلة وعموم غرب الأندلس، فالتفّ حوله الأتباع الذين تسمّوا بطائفة «المريدين». وسرعان ما بلغ المرابطين أخباره، فقبضوا على بعض أتباعه، وساقوهم إلى إشبيلية، وفرّ ابن قسي إلى ميرتلة، واستطاع جماعة من أصحابه الاستيلاء على قلعة ميرتلة في 18 صفر 539هـ/19 أغسطس 1144م. ثم دعا زعماء غرب الأندلس للثورة على المرابطين، فكان أول الثائرين على حكم المرابطين في الأندلس. استجاب أهل يابرة وشلب لدعوة ابن قسي، مما دفع حامية المرابطين في باجة لترك المدينة ولحقوا بإشبيلية، فدانت باجة أيضًا لابن قسي. حاول ابن قسي الاتصال بالموحدين أواخر سنة 539هـ، لكن عبد المؤمن بن علي استنكر عليه تلقّبه بالمهدي، ولم يجاوبه.
استطاع محمد بن عمر بن المنذر أحد قادة ابن قسي الذي لقّبه ابن قسي بـ «العزيز بالله» الاستيلاء على ولبة ولبلة، ثم سار نحو إشبيلية، وهناك واجه قوة أرسلها يحيى بن غانية والي المرابطين على عموم الأندلس وقتئذ في طريانة، انهزم فيها أتباع ابن قسي، ثم حاصر ابن غانية لبلة ثلاثة أشهر قبل أن يتركها لما بلغه أخبار تمرّد ابن حمدين في قرطبة. انقلب سيدراي بن وزير الذي كان ابن قسي يولّيه باجة على ابن قسي، وانتزع منه شلب ثم ميرتلة، وخلع ابن قسي في شعبان 540هـ/ فبراير 1146م، ودعا لابن حمدين الثائر بقرطبة. ففرّ ابن قسي إلى المغرب، وتبرّأ من دعواه أمام عبد المؤمن بن علي في سلا.
لما سيطر الموحدون على شلب، عيّن الموحدون ابن قسي واليًا عليها، ثم سرعان ما تواصل مع ألفونسو هنريكي كونت البرتغال يطالبه بالعون، فأجابه ألفونسو بالموافقة. تسرّب الخبر لأهل شلب، فخلعوا ابن قسي، وقتلوه في جمادى الأول 546هـ/سبتمبر 1151م.
كان ابن قسي عالمًا في التصوف وعلم الكلام، وشاعرًا جزلاً، ومن شعره وقت ثورته:

## وصلات خارجية
- خلع النعلين واقتباس النور من موضع القدمين